# Suburban Studs
I Suburban Studs sono stati una punk rock band formatasi a Birmingham nel 1976.
Il gruppo aveva un contratto con la Pogo Records, un'etichetta indipendente che aveva un accordo per la distribuzione con il Warner Music Group. L'unico album della band, Slam, fu pubblicato nel 1977 ed è stato recentemente ripubblicato su Anagram Records con alcune tracce extra. La band registrò anche due singoli, Questions/No Faith e I Hate School/Young Power.
La band è anche presente nella compilation Hope & Anchor Front Row Festival del Marzo 1978.

## Concerti
La fama dei Suburban Studs proviene dai concerti live. La band infatti ha suonato al 100 Club nel 1976 con i Sex Pistols e i Clash e ha fatto da warm-up ai Clash a Birmingham lo stesso anno.
Il gruppo ha anche fatto un tour con gli AC/DC, ha suonato una John Peel Session ed è apparso in uno speciale sul punk dell'ATV.
Il sassofonista Steve Heart formò in seguito i Neon Hearts, che divennero molto popolari nelle Midlands.

## Discografia
- 1977 - Questions/No Faith, (Pogo Records)
- 1977 - Slam, (Pogo Records)
- 1978 - I Hate School/Young Power, (Pogo Records)

## Formazione

### Ultima
- Voce, chitarra - Eddy Zipps
- Chitarra - Keith Owen
- Basso - Paul Morton
- Batteria - Steve Pool

### Ex componenti
- Sassofono - Steve Heart